# 井奥貞雄
井奥 貞雄（いおく さだお、1939年〈昭和14年〉1月5日 - ）は、日本の政治家、実業家。元衆議院議員（3期）。

## 来歴・人物
兵庫県姫路市出身。1957年兵庫県立飾磨工業高等学校卒業後、マッチ製造業の八家化学工業に入社。1965年にヤカ東京工場が設立されると工場長となり、1968年に取締役に就任すると松戸青年会議所の活動に加わる。1977年にヤカ常務に就任すると共に松戸青年会議所理事長。1979年には麻生太郎の後任として日本青年会議所会頭となり、オーナー経営者や二世の多いJCにあって初の高卒・サラリーマン重役出身の会頭として話題を呼んだ。
1983年にヤカ社長となるとともに第13回参議院議員通常選挙に自民党公認（名簿29位）で比例区から立候補、1986年の第14回参議院議員通常選挙でも立候補する（名簿24位）がどちらも落選に終わる。その後、1990年7月、宮田輝（1986年当選）の死去により1986年参院選の自民党比例名簿から繰上補充となり、次点者の清水嘉与子（名簿25位）が既に1989年の参院選で当選しており当該職を辞さなかったため、繰上当選の効力を失い、次々点であった井奥が繰上当選の対象者となったが、井奥も既に1990年2月の衆院選で当選（後述）しており、期間内に衆議院議員の職を辞さなかったため、同様に繰上当選の効力を失った（この結果、比例名簿25位の山口光一が繰上当選となった）。
1990年の衆院選で旧千葉4区から立候補してようやく初当選を果たし（当選同期に岡田克也・佐田玄一郎・亀井久興・中谷元・森英介・福田康夫・石原伸晃・河村建夫・小林興起・塩谷立・細田博之・小坂憲次・山本拓・赤城徳彦・村田吉隆・簗瀬進・山本有二など）、経世会（竹下派）に所属した。1992年の経世会の分裂では羽田孜・小沢一郎らと改革フォーラム21旗揚げに参加、翌年には自民党を離党して新生党に加わり、同党公認で第40回衆議院議員総選挙に再選されると羽田内閣で厚生政務次官を務めた。
1994年の新進党結党に参加するものの、1996年に新進党を離党し自民党に復党（新進党からは除名）。第41回衆議院議員総選挙では自身の古巣・経世会を前身とする平成研新人渡辺博道とコスタリカ方式の導入で合意し、この回の衆院選は比例南関東ブロック単独候補として再選。直後の第2次橋本内閣で国土庁政務次官を務めた。1998年山崎拓を領袖とする近未来政治研究会の旗揚げに参加。2000年第42回衆議院議員総選挙で千葉6区から立候補したが、民主党現職生方幸夫に敗れ、比例復活も出来ず落選。2003年、県議選に出た息子の公選法違反（運動員買収）で逮捕・起訴され、執行猶予付き有罪判決を受け公民権を停止された。
2014年4月の春の叙勲で、旭日中綬章を受章する。